# خائیز (تنگستان)
منطقه گردشگری خائیز منطقه‌ای خوش آب و هوای در شهرستان تنگستان در استان بوشهر واقع در جنوب شرق شهر اهرم (مرکز شهرستان تنگستان)، با وسعتی بیش از ۴۲ هزار هکتار، از شمال به جنوب پنج روستای بنیان، گشی، یخ، مخدان و آشیر را دربردارد که شغل اصلی مردم منطقه باغداری و دامداری است. خائیز در قدیم به عنوان اصلی‌ترین تأمین کننده مرکبات (لیمو ترش) و خرمای استانهای بوشهر، فارس و خوزستان بوده است و قرار گرفتن در بین دو کوه بنام بیرمی و کوه سرخ به این منطقه نمایی زیبا بخشیده است.
چشمه‌های معدنی و آب شیرین کوه بیرمی، گیاهان و درختان متنوع و گونه‌های متنوع جانوری از جاذبه‌های طبیعی گردشگری منطقه می‌باشد.
بارش برف شدید در سال ۴۲ در منطقه و سرمازدگی ناشی از این بارش، همه محصولات کشاورزی را از بین برد و تا مدت‌ها پس از آن دیگر محصولی در زمین‌های منطقه نرویید و مردم گمان کردند زمین آلوده شده و دیگر قابل کشاورزی نیست و از همان زمان بود که مهاجرت از این منطقه به روستاها و شهرهای مجاور آغاز شد.
سال‌ها بعد دوباره کشت محصولات باغی و مرکبات در روستاهای منطقه آغاز شد، منطقه رونق گرفت و برخی مردم بازگشتند و زندگی در روستاهای منطقه جریان یافت.
برخی از روستاهای این منطقه نظیر آشیر دارای قدمت بسیار طولانی هستند، که تحقیقات نشان داده سابقه تمدنی موجود در آن به پیش از دوران عیلامیان می‌رسد.

## جغرافیا

### موقعیت
این منطقه در دهستان اهرم از توابع بخش مرکزی شهرستان تنگستان قرار دارد. از شمال به رودخانه باهوش و ارتفاعات قلعه دختر، از جنوب به ارتفاعات بیرمی، از شرق به کوه سرخ و از غرب به تپه ماهورها وکوه‌های کم ارتفاع مشرف به اهرم ختم می‌شود. این منطقه کوهستانی محدوده‌ای از رشته کوه‌های زاگرس، ارتفاعات بوشکان است. بالاترین ارتفاع منطقه ۱۹۵۰ متر می‌باشد این ارتفاع بام استان بوشهر است.

### آب و هوا
آب و هوای خائیز همچون بیشتر مناطق استان گرم و مرطوب است. با این حال به دلیل اقلیم کوهستانی و فاصله از دریا، رطوبت هوا در بیشتر ماه‌های سال محسوس نیست. رطوبت در شهریورماه به اوج خود می‌رسد و از مهرماه به تدریج کاهش می‌یابد. دمای هوا از اواسط اردیبهشت آغاز به افزایش معناداری می‌کند؛ در تیر و مرداد به اوج خود می‌رسد و از اواسط مهرماه به سمت اعتدال و خنکی می‌گراید. زمستان‌های خائیز معتدل است و گلدهی گیاهان در زمستان و پاره‌ای از گونه‌ها تا اوایل بهار به انجام می‌رسد.